# Ahlam
Ahlam Ali Al Shamsi (en árabe: 'أحلام علي الشامسي'‎) (nacida en 1969), más conocida como Ahlam (en árabe: 'أحلام'‎) es una cantante emiratí. En 2006 firmó con el sello discográfico Rotana. Ha lanzado un total de diez álbumes, dos de buen éxito, titulados El Thokol Sana'a (2006) y Hatha Ana (2009).
Es popular en todo el mundo árabe, en particular entre las naciones de esta lengua del Golfo Pérsico. En 2011, Ahlam participó como miembro del jurado de Arab Idol, de Middle East Broadcasting Center (MBC), junto al cantante libanés Wael Kfoury y el compositor egipcio Hassan El Shafei y libanés Nancy Ajram.

## Biografía
Ahlam bint Ali bin Hazeem Alshamsi nació en la población de Al Bsayteen, en Muharak, Baréin. Está casada con el famoso campeón de rally qatarí Al-Mubarak Hajiri, con quien ha procreado tres hijos. Es una de las estrellas árabes del Medio Oriente. Mohammed Abdo, músico destacado y conocido en el mundo árabe, le dio el apodo Estrella del Golfo. Ahlam fue coronada reina en el Festival de 2003 en Doha, Qatar.
Ella ha participado en muchos festivales en todos los Emiratos Árabes Unidos, en particular el "Layali Dubai". También ha sido galardonada en varios festivales en Kuwait. Fue coronada Reina de las Fiestas en el festival de Doha en Qatar en 2003.

## Festivales
Actuó en el Festival Unesco y en el Festival Ledo, en Francia, donde fue la primera cantante árabe que ha cantado dos veces. Ella también tuvo el honor de participar en el Festival de Washington en los EE. UU., el Festival Albert Hall, en el Reino Unido, y muchos otros festivales en Londres.

### Álbumes
- Ahbak Moot (1995), Funoon Al Emarat.
- Ma'aa Al Salamah (1996), Funoon Al Emarat.
- Kaif Artha (1997), Funoon Al Emarat.
- Ma yeseh Ela El Sahih (1998), Funoon Al Emarat.
- Tabee'ee (1999), Funoon Al Emarat.
- Mekhtlef (2000), Funoon Al Emarat.
- Le Elmak Bas (2001), Funoon Al Emarat.
- Ahsan (2003), Alam Alfan.
- El Thokol Sana'a (2006), Rotana Records.
- Hatha Ana (2009), Rotana Records.
- Maw3edak (2013), Rotana Records.
- Abtahadak (2015), Platinum Records.

## Premios y nominaciones
Ahlam fue recompensada por el Ministro de Asuntos Exteriores de los Emiratos Árabes Unidos por su Alteza el Jeque Abdullah bin Zayed en la ceremonia de homenaje "Lamst Wafa". El 21 de julio de 2011 se anunció que Ahlam estaría en el jurado de "American Idol árabe", la versión árabe de American Idol. Sobre la base de estadísticas en línea, ella es primera en términos de seguidores de redes sociales en el Medio Oriente, una de las personas más activas en línea. Su nombre ha sido una de las palabras clave muy buscadas en el navegador Google.